# 新井雄大
新井 雄大（あらい ゆうだい、1998年6月27日 - ）は、日本の男子バレーボール選手である。

## 来歴
新潟県上越市出身。兄の影響で5歳の頃からバレーボールを始める。
2014年、新潟県立上越総合技術高等学校に進学。2016年、アジアジュニア選手権に出場。
2017年、東海大学に進学。1年時の春季関東大学リーグで優勝に貢献し、新人賞を受賞。ユース日本代表にも選出され、世界ジュニア選手権(U-21)と世界U-23選手権にも出場した。
2018年、AVCカップの日本代表に選出され、同大会に出場した。全日本大学選手権大会（全日本インカレ）でベストスコアラー賞を受賞した。
2019年、ユニバーシアード競技大会に出場。アジアU-23選手権にも出場し、3位となり、2ndベストアウトサイドスパイカー賞を受賞した。秋季関東大学リーグと全日本インカレでもアタッカーとして活躍し、ベストスコアラー賞を受賞した。
2020年、日本代表登録メンバーに選出された。同年、V.LEAGUE DIVISION1(V1)に所属するJTサンダーズ広島の内定選手となった。内定選手としてリーグ戦にも出場した。
2021年、大学卒業後に、JTサンダーズ広島に入団した。入団1シーズン目の2021-22シーズンもリーグ戦に多く出場した。

## 球歴
- 日本代表（2018年、2020年、2023年-）
  - AVCカップ - 2018年
- ユニバーシアード競技大会 - 2019年
- ユース日本代表
  - 世界U-23選手権 - 2017年
  - アジアU-23選手権 - 2019年
  - 世界ジュニア選手権(U-21) - 2017年
  - アジアジュニア選手権(U-20) - 2016年

## 所属チーム
- 新潟県立上越総合技術高等学校（2014-2017年）
- 東海大学（2017-2021年）
- JTサンダーズ広島/広島サンダーズ（2021年-）

## 受賞歴
- 2017年 - 春季関東大学リーグ 新人賞
- 2018年 - 全日本大学選手権大会 ベストスコアラー賞
- 2019年 - アジアU-23選手権 2ndベストアウトサイドスパイカー賞
- 2019年 - 秋季関東大学リーグ ベストスコアラー賞
- 2019年 - 全日本大学選手権大会 ベストスコアラー賞